# Croteam
Croteam ist ein kroatisches Gamestudio mit Sitz in Zagreb, das 1992 gegründet wurde. Bekannt wurde Croteam insbesondere mit der Serious-Sam-Reihe. 2020 wurde das Studio von seinem Publisher Devolver Digital aufgekauft.

## Gründung und erste Spiele
Croteam wurde von Davor Hunski, Damir Perović, Roman Ribarić und Dean Sekulić gegründet, die in Zagreb Schulkameraden waren. Erste Spiele wurden für Amiga und MS-DOS entwickelt. Nach einem Sokoban-Klon für den Amiga erschien 1993 Football Glory auf Amiga und PC. Da das Spiel eng an Sensible Soccer angelehnt war, drohte Sensible Software mit rechtlichen Schritten, woraufhin das Spiel zurückgezogen und erst 1998 als Freeware veröffentlicht wurde. Ebenfalls für den Amiga erschienen 1995 das Kinderspiel Save The Earth und 1996 5-A-Side Soccer.

## PC-Spieleentwicklung und die Serious Engine

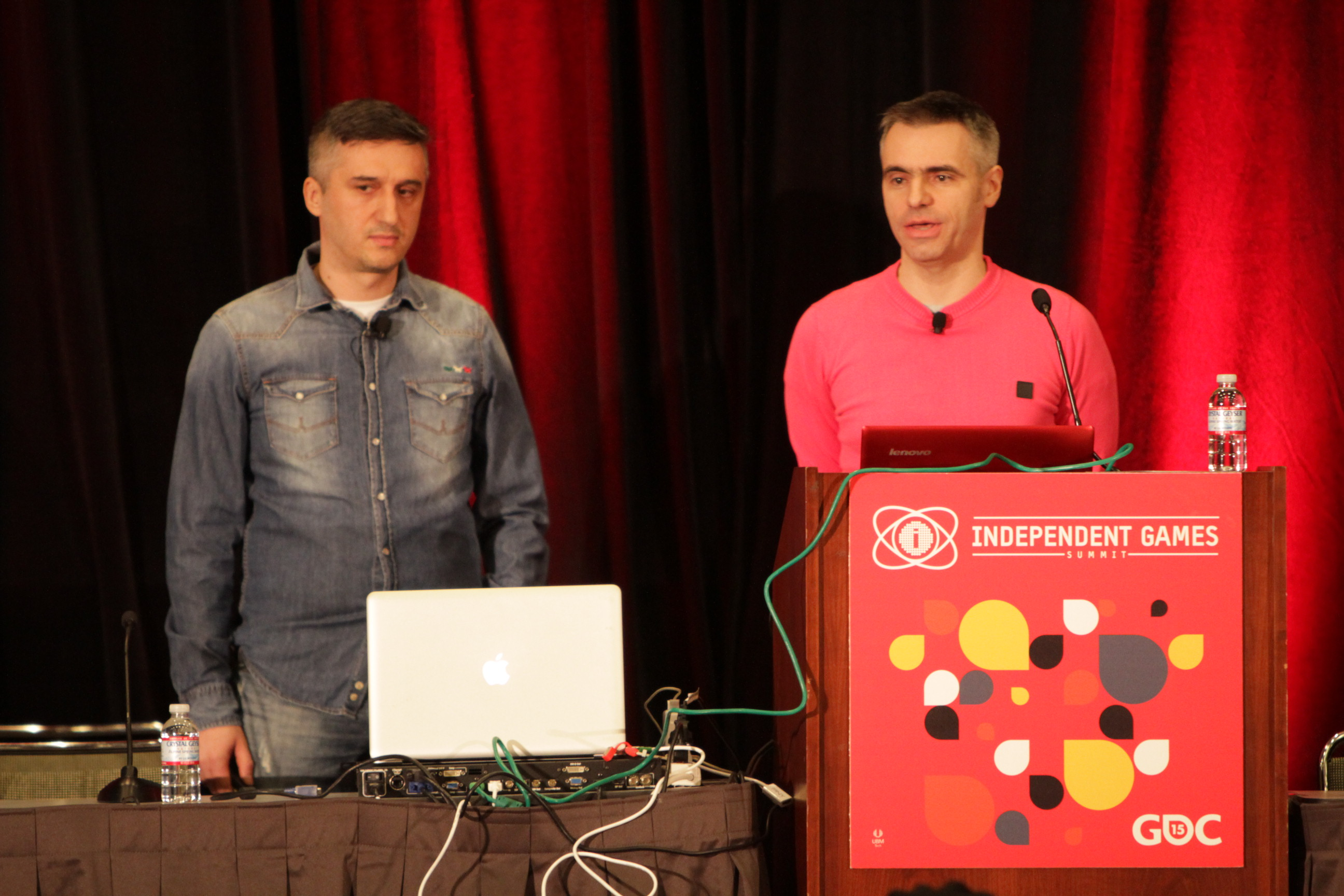
Alen Ladavac (rechts) und Davor Hunski von Croteam auf der Games Developer Conference 2015

Ab 1995 fokussierte sich Croteam auf die PC-Plattform, die sich als Spieleplattform etabliert und im Genre der First Person-Shooter von Spielen wie Doom und Unreal neue Maßstäbe gesetzt hatte. Zunächst geplant war ein düsterer Horror-Shooter mit dem Arbeitstitel In the Flesh. Dafür entwickelte das Team eine eigene 3D-Engine. Als Grund führten Croteam die hohen Lizenzkosten der existierenden Engines sowie die lange Rechenzeit an, welche die Quake-Engine zur Levelerstellung benötigte. Die Engine wurde zunächst unter dem Namen „SCape 3D“ entwickelt, ihre Stärken lagen insbesondere in der Darstellung sehr großer Areale sowie zahlreichen gleichzeitig sichtbaren Gegnern. 1999 entschloss sich das Team, das Horror-Thema fallenzulassen und stattdessen einen humorvollen, farbenfrohen Shooter mit großen Schlachten zu bauen, dessen Hauptperson „Serious Sam“ heißen sollte. Die Engine wurde folgend in „Serious Engine“ umbenannt.
Für das Spiel wurde zunächst kein Publisher gefunden, den Durchbruch verschaffte die Gamesite Old Man Murray mit einer positiven Kritik des Demos. Ein Faktor dabei sei das Fehlen zerstörbarer Kisten mit Ressourcen gewesen, die bei OMM als Indiz für schlechtes Gamedesign betrachtet wurden. Laut COO Davor Hunski habe man sich indessen nicht bewusst gegen Kisten entschieden, sondern diese schlicht vergessen. 2001 erschien Serious Sam: The First Encounter bei Gathering of Developers und setzte Maßstäbe mit vergleichsweise riesigen Leveln und der großen Anzahl von Gegnern. Im Jahr darauf folgte mit Serious Sam: The Second Encounter der zweite Teil. Beiden Teilen wurde attestiert, dass sie abseits der weiträumigen Level nicht unbedingt innovativ waren, aber enorm Spaß machten und zu einem günstigen Preis vertrieben wurden. 2002 erschien das Spiel auch für die Xbox.
2005 folgte mit Serious Sam 2 ein weiterer Teil der Reihe für PC und XBox auf der Basis der Serious Engine 2. Das Spiel wurde überraschend 2021 mit einem Update versehen, das zahlreiche neue Gameplay-Features und neue Maps hinzufügte. Nach Serious Sam 3 BFE im Jahr 2011 erschienen 2017 VR-Versionen von allen bisher erschienenen Spielen der Reihe.
Serious Sam 4 wurde ursprünglich mit dem Untertitel „Planet Badass“ angekündigt, die verbesserte Serious Engine sollte für das Spiel in der Lage sein, bis zu 100.000 Gegner gleichzeitig darzustellen. Während die riesigen Mengen an Gegnern ein definierendes Features des Spiels waren, wurden teils hölzern wirkende Cutscenes und die Kampflastigkeit der Handlung kritisiert, ebenso teils rassistische Stereotype.

## The Talos Principle
Mit The Talos Principle veröffentlichte Croteam ein erneut auf der Basis der Serious Engine entwickeltes First Person-Puzzlegame, welches im Unterschied zum actionreichen und kampflastigen Serious Sam eine philosophische Geschichte mit Fragestellungen zu Metaphysik und Transhumanismus entwickelte. Den erstaunlichen Gegensatz der Genres begründete COO Davor Hunski:

„Es mag nicht allgemein bekannt sein, aber unsere Reise in die Spieleentwicklung begann mit einem Puzzlespiel, und unser erstes veröffentlichtes Unterfangen war ein Fußballspiel. [...] Unsere Interessen erstrecken sich jedoch weit über den Gaming-Bereich hinaus. Sobald wir uns an einen Tisch setzen, führen wir Gespräche über Kultur, Philosophie, Religion, Technologie, KI und die Zukunft. Die Schöpfung von The Talos Principle lieferte uns die ideale Leinwand, um andere Facetten unserer Persönlichkeiten zu zeigen und einige unserer Weltanschauungen zum Ausdruck zu bringen.“

Vorab erschien ein kostenfreies Minigame namens Sigils of Elohim, welches grundlegende Mechaniken des Spiels vorstellte. The Talos Principle erzielte sehr gute Kritiken und wurde zum höchstbewerteten Spiel von Croteam seit 2001.
Für The Talos Principle 2 wechselte Croteam von der Serious Engine auf die Unreal-Engine. Das Spiel erschien im November 2023 und wurde von der Kritik erneut positiv aufgenommen, zuletzt folgte der DLC Roads to Elysium im Juni 2024.

## Incubator
2015 wurde der Croteam Incubator als interne Abteilung gegründet, um Indie-Spieleentwickler in Kroatien zu fördern. Bisher sind drei Spiele erschienen.